# Alessandro Borgia

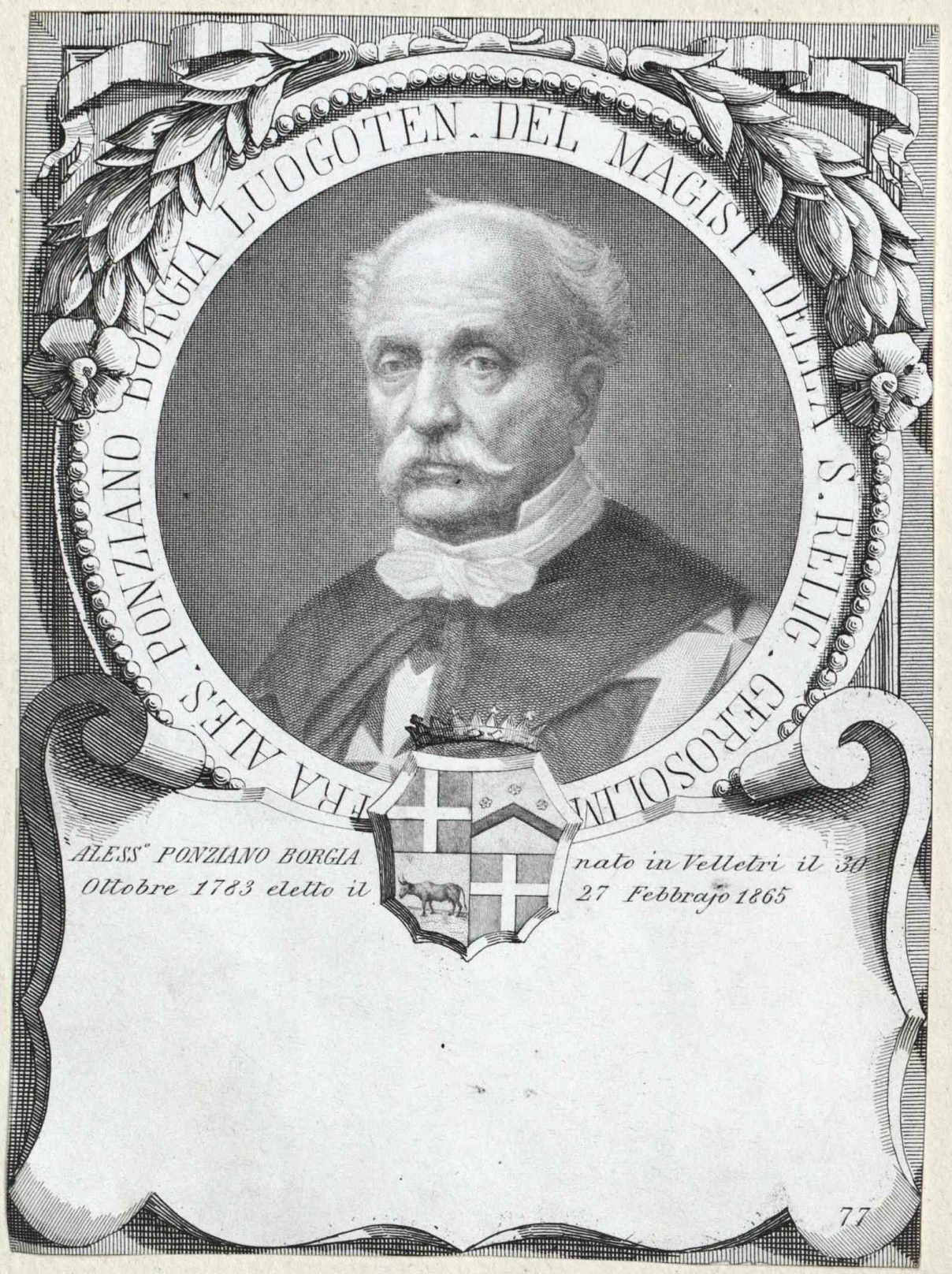
Alessandro Borgia, Statthalter (Leutnant) des Malteserordens

Fra’ Alessandro Ponziano Borgia (* 30. Oktober 1783 in Velletri, Kirchenstaat; † 13. Januar 1872 in Rom) war ein italienischer Adliger und Ritter des 1. Standes des Souveränen Malteserordens. Er wirkte 1865 bis 1872 als Ordensoberhaupt (Statthalter des Großmeisters).

## Biografie
Er entstammte dem berühmten, ursprünglich spanischen Adelsgeschlecht der Borgia, das den berüchtigten Papst Alexander VI. aber auch den Heiligen Franz von Borgia hervorgebracht hatte. Kardinal Stefano Borgia (1731–1804) kam aus derselben Stadt wie er und war sein Onkel; Alessandro Borgia (1682–1764), Erzbischof von Fermo, Chronist der Stadt Velletri, sein Großonkel.
Borgia trat am 18. Februar 1797 in den Malteserorden ein und legte 1802 seine Profess ab. 1818 lebte er in der Kommende Catania, die damals der Hauptsitz des Ordens war. Mit der Ordensleitung zog er 1824 nach Ferrara und 1834 nach Rom um. In diesen Jahren des ständigen Wechsels oblag ihm u. a. die Pflege des Ordensarchives. Zuletzt war er Komtur von Sassoferrato.
Am 27. Februar 1865 wählte man Alessandro Borgia nahezu einstimmig als Nachfolger des im Vorjahr verstorbenen Philipp von Colloredo-Mels zum Statthalter (Leutnant) des Gesamtordens, an Stelle des seit Jahrzehnten nicht mehr vorhandenen Großmeisters. Er hatte den Rang eines Großkreuz-Bailli. In seine Regierungszeit fielen der Deutsche Krieg von 1866 und der Deutsch-Französische Krieg 1870/1871, aber auch die Kämpfe um die Eroberung Roms durch italienische Truppen (1870), in denen der Orden bei der Verwundetenpflege hervortrat. Außerdem kehrten die Malteser am 18. Juni 1871 nach Jahrhunderten erstmals wieder offiziell ins Heilige Land zurück.
Alessandro Borgia starb am 13. Januar 1872 im Palazzo Magistrale zu Rom.
Auch seine Brüder Cesare (1776–1837) und Camillo (1773–1817) waren Ritter des Malteserordens.
Borgias Nachfolger als Ordensoberhaupt wurde Johann Baptist Ceschi a Santa Croce (1827–1905); zunächst ebenfalls als Statthalter, dann ab 1879 als Großmeister, nachdem Papst Leo XIII. mit der Bulle Inclytum antiquitate originis vom 28. März 1879 diese Würde wieder hergestellt hatte.